# 虎掌藤
虎掌藤（学名：Ipomoea pes-tigridis），又名九爪藤、铜钱花草、生毛藤（海南） 虎脚牵牛（海南植物志），是旋花科番薯属的植物。分布在热带亚洲、非洲、台湾岛、波利尼西亚以及中国大陆的广东、广西、云南等地，生长于海拔100米至400米的地区，常生长在河谷灌丛、路旁或海边沙地，目前尚未由人工引种栽培。
- 叶子
- 花蕾